# Ореади

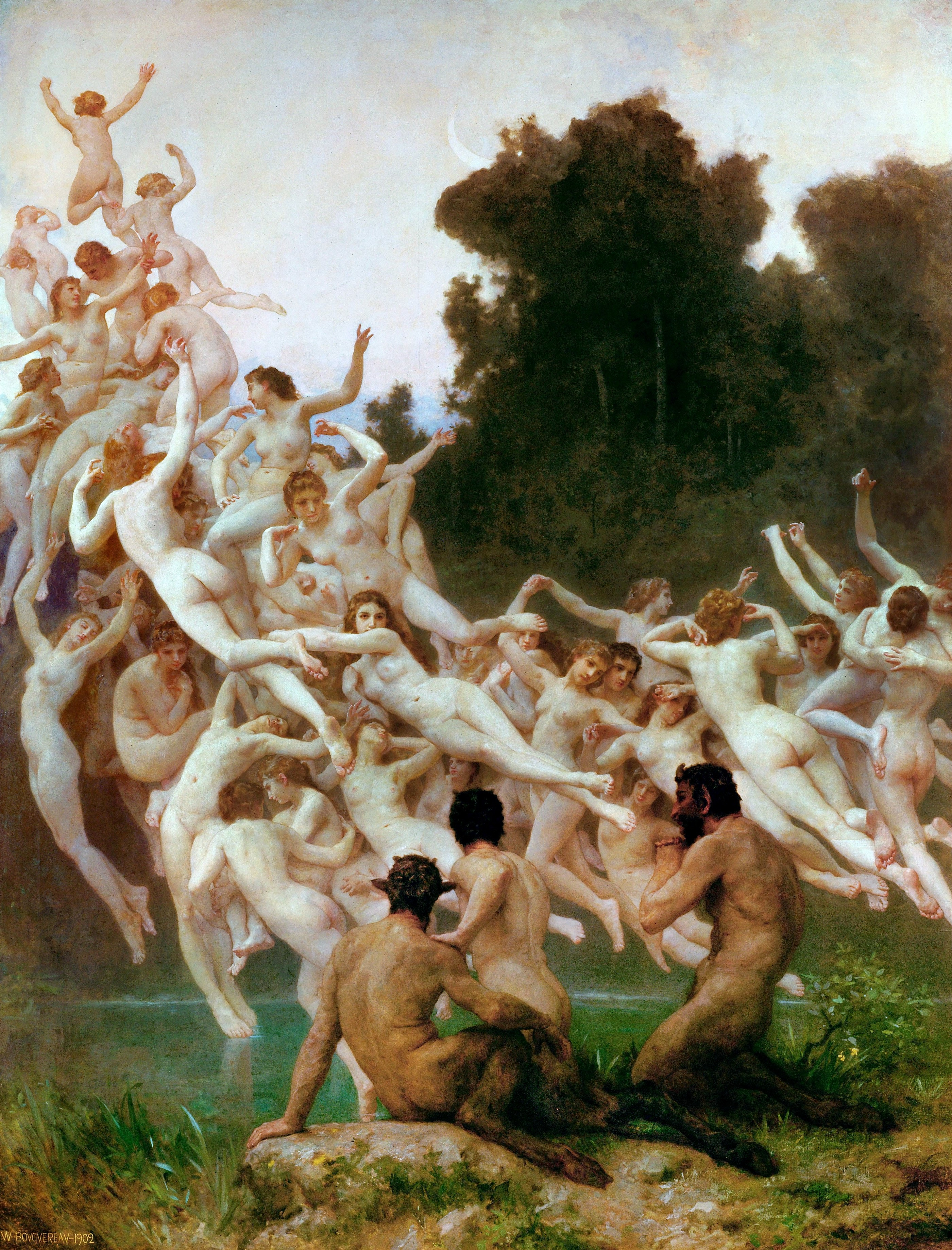
Ореади. Картина роботи Адольфа Вільяма Бугро (1902), в Музеї д'Орсе.

Ореа́ди — гірські німфи. Ореада сільська — одна з нагірних богинь. Виховували Діоніса.
Одна з найвідоміших ореад — Ехо, яку Гера позбавила голосу, залишивши їй лише здатність вторити. Могли називатися також за найменуванням гір, де мешкали, — кіфероніди, пеліади і т. д.
На честь німф названо озеро Орестіас (Касторія), на березі якого розташоване місто Касторія.